# Špaček krkavčí
Špaček krkavčí (Aplonis corvina) je vyhynulý pták z čeledi špačkovití. Druh poprvé objevil německý umělec, průzkumník a přírodovědec Heinrich von Kittlitz během svých cest ve dvacátých letech 19. století. Odchytil šest exemplářů těchto ptáků včetně mladých jedinců. Druh Kittlitz popsal ve svém díle Kupfertafeln zur Naturgeschichte der Vögel, díl 2, pod jménem Lampothornis corvina. Ohledně přesného data popsání panovaly zmatky, nebylo jasné, zdali druh popsal roku 1832 nebo 1833. Studií kopií monografie uložených v Natural History Museum at Tring však bylo potvrzeno, že druhý díl pochází z roku 1833.
Špaček krkavčí se vyskytoval na ostrově Kosrae, jednom z ostrovů Federativních států Mikronésie ležící v Tichém oceánu. Rozloha tohoto ostrova je větší než 100 km². Špaček obýval zdejší horské lesy, o jeho chování se toho dochovalo málo. Některé informace poskytl Heinrich von Kittlitz. Ve svých záznamech píše:
Tento druh obývá zalesněné husté oblasti v centru ostrova a je asi jediný pták, kterého je tu možné spatřit. Loví malá zvířata, větší hmyz, ještěrky atd., potravu polyká celou. Někdy také žere ovoce, v žaludku těchto ptáků byly nalezeny kameny. Žaludek je menší a svalnatější než u druhého druhu. Volání tohoto samotářského ptáka je hlasité a sestává z jednoho, často opakovaného tónu.

Špaček krkavčí byl mimořádně velký, asi čtvrt metru vysoký druh špačka s dlouhým zobákem a ocasem. Peří tohoto druhu mělo černé zbarvení s odlesky, černé byly i končetiny a stejně zbarvený byl i zobák, podobající se vranímu. Duhovka měla zbarvení rudé.
Ostrov Kosrae se stal oblíbenou zastávkou velrybářů, z roku 1852 pochází záznam o první misionářské stanici na ostrově. Společně s velrybáři se ale na ostrov dostaly i krysy, které mohly ptáky zabíjet. Sběratelé, kteří se na ostrov dostali již během třicátých let 18. století, zde tohoto ptáka bezúspěšně hledali. Roku 1880 se na ostrov vydal i německý etnograf a přírodovědec Otto Finsch, ani on zde však špačka nenalezl. Mezinárodní svaz ochrany přírody hodnotí špačka krkavčího od roku 1988 za vyhynulý taxon. Dle paleontologa Juliana Humeho za jeho vymizení mohla spíše ztráta stanoviště. Společně s tímto druhem vyhynul během 19. století na ostrově i chřástal mikronéský (Porzana monasa). Exempláře těchto ptáků jsou uchovány v muzeích v Petrohradu a Leidenu.